# Navès (Franciaország)
Navès egy település Franciaországban, Tarn megyében. Lakosainak száma 690 fő (2022. január 1.). Navès Castres, Labruguière, Saint-Affrique-les-Montagnes, Saïx és Viviers-lès-Montagnes községekkel határos.

## Népesség
A település népességének változása:
| Lakosok száma | 681  | 679  | 706  | 687  | 690  | 691  | 689  | 689  | 690  |
|               | 2013 | 2015 | 2016 | 2017 | 2018 | 2019 | 2020 | 2021 | 2022 |